# Joe Bar Team
Het Joe Bar Team is een Franse stripreeks over een groep motorrijders ("motard" in het Frans). De serie is oorspronkelijk uitgegeven door Vents d'Ouest. Het originele idee kwam van Bar2 (Christian Debarre) en werd verder bewerkt door Fane (Stéphane Deteindre) die drie nieuwe karakters introduceerde.
Joe Bar een verbastering van het Franse woord barjo dat dwaas betekent.

## Publicaties
Deel 1 van de strip kwam uit in 1990. De Nederlandstalige versie verscheen in 1991. en er zijn in totaal 8 delen uitgegeven. Deel 8 verscheen in 2014 in het Nederlands. Deel 1 en deel 5 zijn geschreven door Bar2 en de overige delen door Fane.
Deel 1 en 2 zijn in Nederland oorspronkelijk uitgegeven door Uitgeverij Oranje. Deel 3 en 4 zijn door Casterman uitgegeven. Deel 5 tot en met 8 zijn uitgeven door Glénat. Deze laatste geeft inmiddels ook de herdrukken van deel 1 tot en met deel 4 uit. Daarbij zijn de omslagtekeningen aangepast zodat ze er vergelijkbaar uitzien met de latere delen.
Het Joe Bar Team verscheen korte tijd in het Britse Magazine Superbike.

## Hoofdpersonages
Aanwezig vanaf het eerste album (personages bedacht door Bar2)
- Joe, café-eigenaar rijdt meestal geen motor, maar is minimaal twee keer op een Moto Guzzi gezien.
- Edouard Bracame rijdt op een Honda CB750 of op een Honda CB 1000 Big One. Bijnaam Ed Vollegaas.
- Guido Brasletti rijdt op een Ducati 900 SS. Eerst op een model uit de jaren '70, later op een model uit de jaren '90. Bijnaam: Pepe.
- Jean Raoul Ducable rijdt op een Kawasaki 750 H2 of op een Suzuki GSX-R 750. Bijnaam: Jeannot de Brokkenpiloot.
- Jean Manchzeck rijdt op een Norton 850 commando of op een Triumph Daytona 900. Bijnaam: Joe de Koordpikker.

Aanwezig vanaf het tweede album (personages bedacht door Fane)
- Paul Posichon rijdt een Yamaha XT 600 supermotard of een KTM 690 Duke. Bijnaam: Paolo Avanti.
- Pierre Leghnome rijdt een Yamaha 1200 V-Max of 1700 V-Max. Bijnaam: Pierke de Gannef.
- Jérémie Lapurée rijdt een Harley-Davidson XL883R Sportrack of een Buell S1 Lightning. Bijnaam: Jéjé; de Aspirant.

In de albums van Bar2 (deel 1 en deel 5) komen de personages die bedacht zijn door Fane niet voor. In de albums van Fane komen de personages die bedacht zijn door Bar2 wel voor, hoewel ze in de latere albums meer een bijrol krijgen toebedeeld.